# Liste der Monuments historiques in Audeux
Die Liste der Monuments historiques in Audeux führt die Monuments historiques in der französischen Gemeinde Audeux auf.

## Liste der Objekte
| Bezeichnung                              | Beschreibung                                            | Standort                       | Kennzeichnung | Schutzstatus | Datum | Bild |
| ---------------------------------------- | ------------------------------------------------------- | ------------------------------ | ------------- | ------------ | ----- | ---- |
| Gemälde Anbetung des heiligen Sakraments | Ölfarbe auf Leinwand, erste Hälfte des 17. Jahrhunderts | in der Kirche St-Martin (Lage) | PM25001598    | Classé       | 1975  |      |